# ヴェルドール
ヴェルドール (ドイツ語: Werdohl, ドイツ語発音: [vɛrˈdoːl])は、ドイツ連邦共和国ノルトライン＝ヴェストファーレン州アルンスベルク行政管区のメルキッシャー郡に属す市である。この街は、メルキッシェス・ザウアーラントの南部に位置する。

## 地理

### 位置
ヴェルドールは、ザウアーラントのレネ川およびヴェルゼ川の谷に位置している。レネ川は市域内で蛇行を繰り返し、大きな W 型に流れている。この川は市域内に 15 km の流路を有している。ヴェルゼ川のヴェルドール市内の長さは 7.85 km である。
市内の最高地点はヘルシャイトとの市境にある農場「ヴェッシェ」付近の海抜 475 m である。最低地点はアルテナとの市境のレネ川の川床で、162 m である。
市域の面積は 33.39 km2 である。北のアルテナとの市境（ドレーゼル付近）から南のヒュルスベルク（エーフェキング付近）まで 8.0 km である。最西端はエルファーリングゼン地区、最東端はケットリング付近である。東西の幅は 8.5 km である。
土地の大部分は、森林で 1,967 ha を占める。農地は 574 ha、住宅地・産業用地は 495 ha である。残りの 303 ha は、交通用地、水域、その他の土地である。
ヴェルドールは、北から時計回りに、ノイエンラーデ、プレッテンベルク、ヘルシャイト、リューデンシャイト、アルテナと境を接している。

### 地質学
ヴェルドールの市域は、主に粘土岩とその下層の砂岩層からなる、いわゆるウンテーレ・ホンゼラー層（レトマーテ南部の農場にちなんで命名された）に位置している。この地層は約3億6千万年前の層である。この頃、この地域は海で覆われていた。
谷には、川（レネ川、ヴェルゼ川）によって形成された重い物質からなる新しい堆積物がある。
谷の深い場所には、4億4000万年から5億年前の粘板岩やその他の粘岩で構成される地層が存在する。

### 市の構成
市の中心部はレネ川の河畔と、一部は周辺の斜面に位置している。レネ川沿いおよびヴェルゼ川の合流点付近の集落がヴェルゼフェルデ、ケーニヒスブルク、ロト、エルルハーゲンである。
レネ川上流（東）にケットリングがある。下流側（西）にはユッターリンゲン、ドレーゼル、エルファーリングゼンがある。
ヴェルゼ川（一部はとても狭いV字谷）を遡ると、川沿いの斜面に位置する地区オスメッケ、プンゲルシャイト、クラインハンマーがあり、ヴェルゼタールが平坦となるオーバーボルベッケのエーフェキングとベーレンシュタインを通って、リューデンシャイトの市域へ抜ける。

## 歴史

### 地名
市名の古い表記は、Verthol である。Werd- は「中州」あるいは「半島」 (ドイツ語: Werder) を意味しており、-ohl はおそらく水辺の草地 (ドイツ語: Aue) に由来するが、言語史学上完全に明らかであるとは言えない。Werdohl は元々集落名ではなく、地域名であった。

### 略史
中石器時代の燧石やラジオラライトで作られた石器が、ヴェルドール周辺の山デッセルンやブレンゲから発見されている。これらの出土品は、7,000年前のものである。新石器時代から石器の道具は発達し、鋭利になっていった。これらから、石器時代に少なくとも一時的には、この周辺に人が滞在していたと考えられている。村の原型の1つは、ネーハイム - バルヴェ - ヴェルドール街道とレネ川の徒渉地とが交差する場所であった。この街道沿いに紀元前4000年以後の時代の墳墓が発見されている。
中世には、ケルンからアルンスベルク/ゾーストへ行く、かつての王の道がヴェルドール付近でレネ川を渡っていた。ここに小さな教会集落が形成された。レネタールを横切る南北の交通は、湿地が多いため困難であった。教会集落の成立は、12世紀以前であったと想定されている。
この集落の最初の文献記録は1101年になされている。パートベルク伯エルポからディーメルゼー近郊のフレヒトドルフ修道院に寄贈されたヴェルドールの教会（キリアンス教会）について、パーダーボルン司教ハインリヒ2世が言及したものである。1220年にベーレントロプ修道院長がこの教会の守護権を得た。この守護権は1300年にマルク伯エーバーハルト1世が購入した。その後キリアンス教会はシェーダ修道院に属した。
ヴェルドールの宗教改革は1573年に行われた。遅くとも1613年にブランデンブルク選帝侯ヨハン・ジギスムントが改革派教会に改宗する頃には既に地方貴族や住民の大部分が宗教改革を受け容れていた。ヴェルドールは福音主義の村となった。

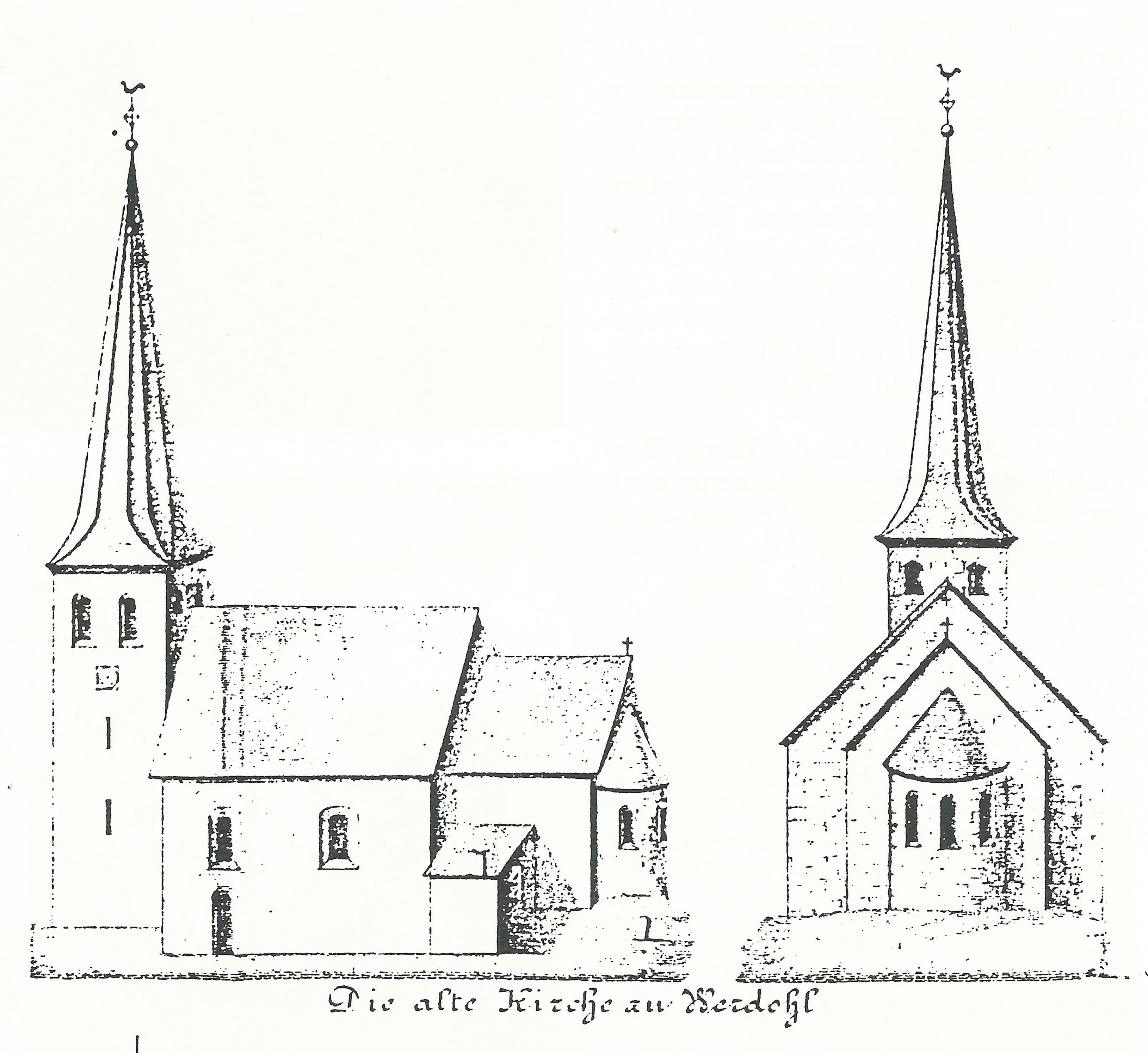
1847年以前のキリアンス教会

1743年にキリアンス教会に新しい教会塔が建設されたが、これは100年ほどしか存在しなかった。1874年に塔もろとも教会が取り壊された。その少し前（1866年頃）に（福音主義の）クリストゥス教会が建設されていた。
1381年にプンゲルシャイト城が初めて記述されている。この城にはノイホフ家が住んでいた。おそらくテオドール・フォン・ノイホフも数年間この城で生活した。彼は18世紀にコルシカ王になったことで知られる。
ヴェルドールは、悲劇に見舞われた。1535年にレネ川に架かる木製の橋が洪水で破壊された。1554年または1556年にレネ川に最初の石橋が建設されたが、1601年に壊滅的な洪水に襲われた。1619年ヴェルドールはペストに苦しめられた。1626年、1632年、1636年にも別の疫病が流行した。1717年、1744年、1777年に大火がこの町を破壊した。1822年の大火では全家屋の 70 % が焼失した。
ユーリヒ＝クレーフェ継承戦争後、17世紀からヴェルドールはブランデンブルク＝プロイセンに属した。ナポレオン時代には、ベルク大公国に併合された（1806年 - 1813年）。
ヴェルドールは、1813年/1814年の解放戦争に巻き込まれた。ロシア軍はフランスへの行軍中に街を略奪し、農民に荷馬車と一緒にベルギッシェス・ラントまで同行するよう強要した。同盟軍にも宿や食糧を提供しなければならなかった。住民の一部は軍に徴兵された。何十人ものヴェルドール住民が戦闘で命を落とした。
1815年にプロイセン王国にヴェストファーレン州が形成され、これ以後ヴェルドールはこの州に属した。この街は長らくアムト・ノイエンラーデに管理されていた。19世紀末のヴェルドールは、同じアムトに属すどの市町村よりも人口が多くなっていた。アムトの本部所在地をノイエンラーデからヴェルドールに移そうという試みは失敗に終わったが、1891年6月1日にヴェルドールは独立した町政を獲得した。1936年4月19日にヴェルドールに都市権が与えられた。
ヴェルドールは何世紀にもわたって経済的に良好な状態になかった。耕作や牧畜は狭い谷では困難であった。1630年に発見された塩泉も期待したほどの飛躍をもたらさなかった。この塩泉は18世紀末頃に枯渇した。

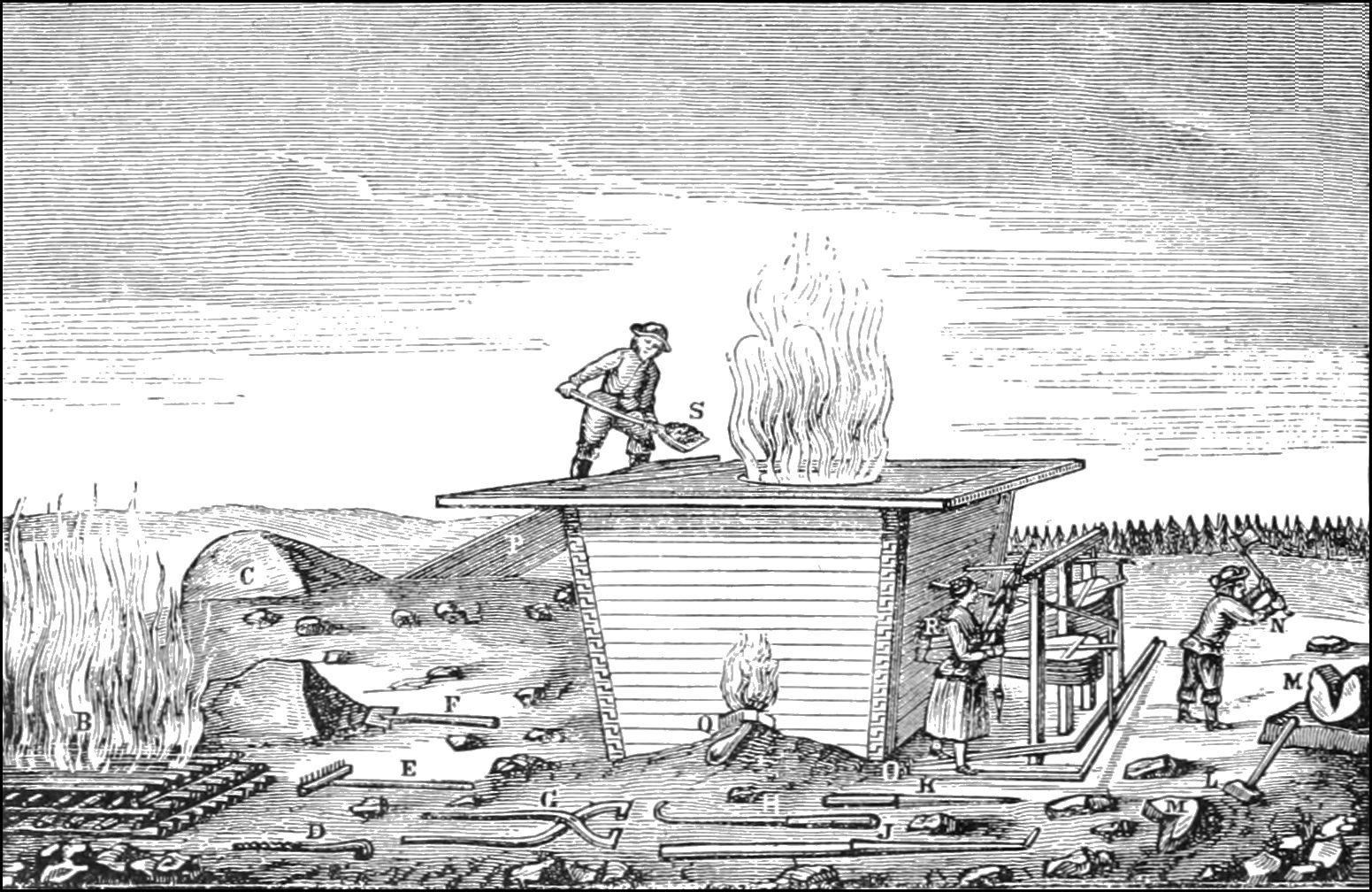
オーゼムント鉱の精錬

経済発展は19世紀に始まった。金属加工が最も重要な工業分野であった。この地域の多くの箇所で金属が露天採掘された。特にヴェルゼタール（たとえばベーレンシュタインなど）では盛んであった。市域全域に、鉄精錬所や鍛造所が開設された。鉄線製造に有用なオーゼムント鉄が生産された。鉄線工業は今日もこの街に存在している。この他に年を経るにつれ、鉄鋼業やアルミ産業、鉄道・自動車部品製造工場などが発達した。
1830年代から1840年代に交通は大いに促進された。1832年から1834年にアルテナへの道路が拡張され、1844年にリューデンシャイトやフィネントロプ＝レンクハウゼンへの道路がこれに続いた。1846年に鉄道ハーゲン - ヴェルドール - ジーゲン線（ルール＝ジーク鉄道）の計画が始動した。この路線の建設は1861年から1865年に行われた。これは工業発展の多くの人口流入をもたらした。カトリック地域から多くの家族が転入し、宗教比率はゆっくりと近づいていった。
現在の実科学校の前身が、1869年に「カンディダーテンシューレ」として設立された。最初の病院は1891年に福音主義の施設として建設された。
1936年4月18日、NSDAP地域グループ設立10周年を記念して、この街は都市権を獲得し、プールと病院が完成した。
第二次世界大戦中、シュッツェンプラッツのバラックにヨーロッパ全土から連行された強制労働者1,000人が収容されていた。彼らは農業や金属加工業に従事させられた。後者は戦争遂行に必要な産業であった。特に東ヨーロッパからの囚人は下等人種と見なされ、酷い扱いを受けた。少なくとも16人の強制労働者が死亡し、ドレーゼル墓地に葬られた。
ヴェルドールは戦争の被害をほとんど受けなかった。アメリカ軍は1945年4月14日にこの街に入城した。この街はその後イギリス管理地域の一部としてイギリスの地方司令官の下に置かれた。
1970年代に内市街が近代化され、歩行者専用区域が設けられた。1978年からバーンホーフ通りとフライハイト通りの一部の交通が封鎖された。その後は、北のデルヴェントジーダー通りや西のヴェルゼ通りを経由して中心部を迂回することとなった。近代化は1990年代半ばまで続いた。

### 市町村合併
1936年4月1日、ナハロート＝ヴィプインゲヴェルデに属していたドレーゼルが合併した。1969年1月1日に、リューデンシャイト＝ラントからケルマンスホルスト、ベルゲン、ヘルツェルネ・クリンケ周辺地域がヴェルドールに合併した。

## 住民

### 人口推移
| 年   | 人口（人） |
| ---- | ---------- |
| 1870 | 03,486     |
| 1880 | 04,239     |
| 1890 | 05,643     |
| 1900 | 07,619     |
| 1910 | 09,820     |
| 1919 | 10,421     |

| 年   | 人口（人） |
| ---- | ---------- |
| 1925 | 12,253     |
| 1939 | 13,741     |
| 1946 | 17,208     |
| 1950 | 18,777     |
| 1960 | 21,901     |
| 1970 | 24,663     |

| 年   | 人口（人） |
| ---- | ---------- |
| 1980 | 21,796     |
| 1986 | 20,565     |
| 1998 | 22,050     |
| 2000 | 21,479     |
| 2012 | 18,310     |
| 2018 | 17,737     |

1998年からはいずれも12月31日時点数値である。
ヴェルドールは、メルキッシャー郡で最も外国人比率の高い街である。2011年の外国人比率は 17.7 % で、ノルトライン＝ヴェストファーレン州で4番目に高い数値であった。

### 宗教分布
Zensus 2011 によれば、2011年5月9日時点で、住民の 37.9 % が福音主義、25.0 % カトリックを信仰している。37.1 % はその他の宗教または無宗教であった。この街には DITIB の Eyüp Sultan モスクがある。

## 行政

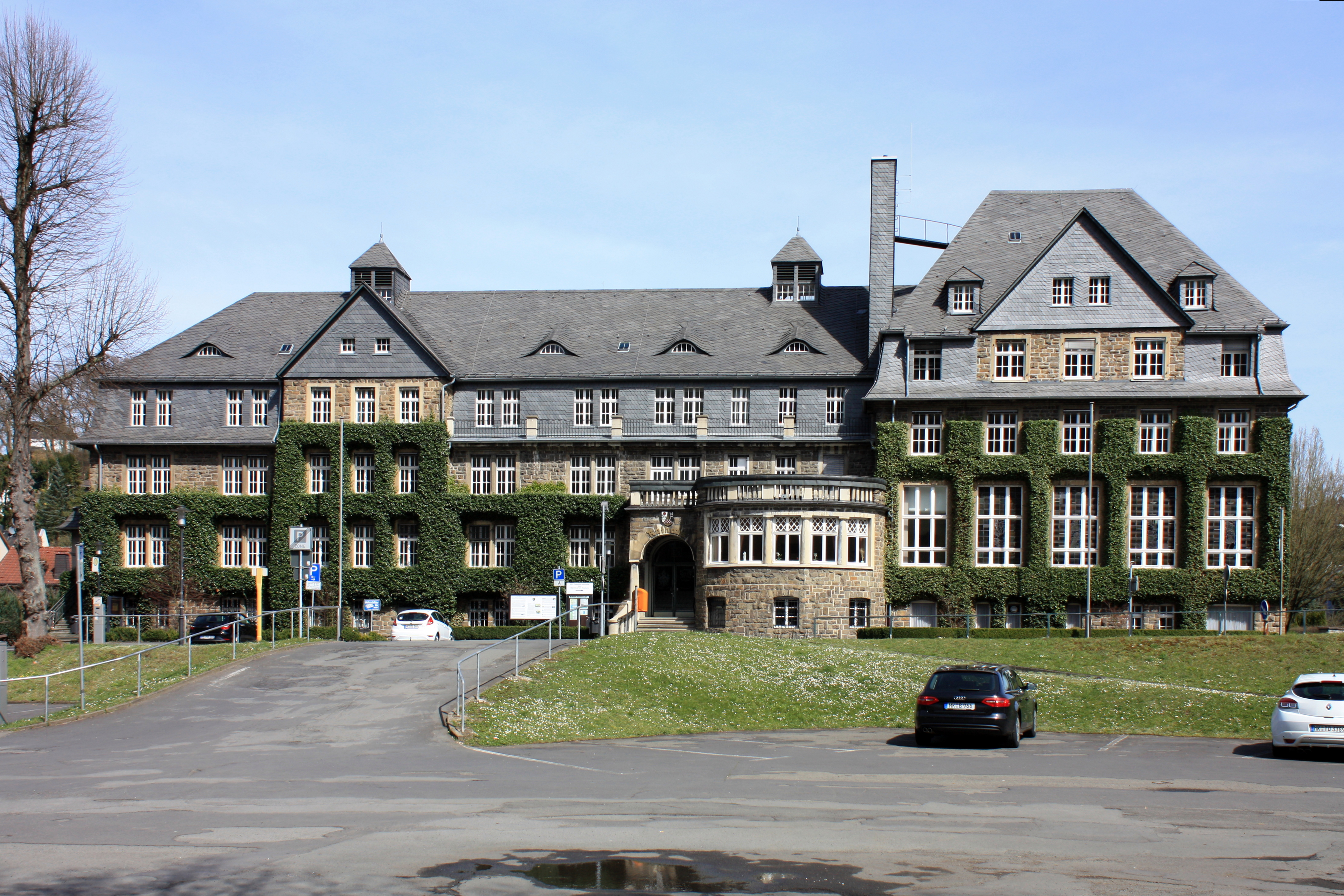
ヴェルドール市庁舎

### 議会と首長
2014年の市議会選挙以降のヴェルドールの市議会は32議席からなる。
第二次世界大戦後の市長を以下に列記する:
- 1945年4月14日 - 1945年4月18日: 商業顧問官アルフレート・コルスマン（委嘱）
- 1945年4月18日 - 1945年10月14日: ヴィルヘルム・エストライヒ（イギリス軍司令官の指名による）
- 1945年10月24日 - 1946年1月31日: ハンス・ボルン
- 1946年1月31日 - 1949年5月20日: ハインリヒ・フィルトハウス (SPD)（初めての選挙による市長）
- 1949年5月20日 - 1950年10月13日: ペーターハインリヒ・キルヒホフ (CDU)
- 1950年10月31日 - 1951年3月15日: ユリウス・ホイスラー
- 1951年3月15日 - 1952年2月10日: クラマー・シュミット (CDU)
- 1952年3月7日 - 1953年12月15日: アントン・アスマン (CDU)
- 1953年12月15日 - 1954年12月6日: ヴォルフラム・ドルン (FDP)
- 1954年12月6日 - 1955年11月20日: アントン・アスマン (CDU)
- 1955年11月29日 - 1956年11月8日: オットー・ハーゲドルン (FDP)
- 1956年11月8日 - 1961年4月6日: ギュンター・トロンマー (SPD)
- 1961年4月6日 - 1963年4月9日: ヘルベルト・レンメル (CDU)
- 1963年4月9日 - 1964年10月9日: ヴォルフガング・レーティヒ (FDP)
- 1964年10月9日 - 1965年4月11日: ヨーゼフ・クランツ (SPD)
- 1965年4月12日 - 1975年5月20日: アウグスト・ゾルメッケ (SPD)
- 1975年5月20日 - 1997年9月19日: ハンス・プファイファー (SPD)
- 1997年9月23日 - 1999年9月30日: ウルリヒ・ホプマン (SPD)
- 1999年10月1日 - 2004年10月12日: マンフレート・ヴォルフ（無所属）
- 2004年10月13日 - 2009年10月26日: イェルク・ボーラ（無所属）
- 2009年10月26日 - 2014年6月18日: ジークフリート・グリープシュ (SPD)
- 2014年6月19日 - 現職: ジルヴィア・フォスロー (CDU)[14]

1999年まで市長は名誉職であった。1999年までシュタットディレクトール（市政の実務指導者）であったマンフレート・ヴォルフが、シュタットディレクトール職と市長職とを融合させた最初の専任市長である。

### 紋章
図柄: 紋章基部から伸びる金の三角図形によって白地と黒地の左右に分割。右（向かって左）は、緑の葉をつけた赤いバラ。左（向かって右）は、垂直に配置された3つのリングからなる銀の鎖。三角図形を横切って銀と赤に塗り分けられた三層の格子模様の「マルク伯の帯」が描かれている。
解説: この紋章の向かって左側の銀地に赤いバラは、ヴェルドールの教会印から採られたシンボルである。向かって左の黒字に3つの銀の鎖は、ノイホフ家のシンボルである。下部にはマルク伯の紋章である金地に赤 - 銀の格子帯が描かれている。この紋章は1929年にオットー・フップがデザインし、1929年8月29日に町議会で採択された。後になって、紋章はより上位の当局による承認が必要となった。認可は1935年1月16日になされた。

### 姉妹都市
- シュターヴェンハーゲン（ドイツ語版、英語版）（ドイツ、メクレンブルク＝フォアポンメルン州）1990年8月10日[16]
- ダーウェントサイド（英語版）（イギリス、ダラム）1975年4月6日 - 2009年4月1日
  - 行政組織の改編により、2009年4月1日にダーウェントサイドは改称された。ダーウェントサイド / ヴェルドール支援協会は、姉妹都市の時期に生まれた交流や関係を引き続き維持、育成している[17]。

## 文化と見所

### 自然保護地区
市域は、ザウアーラント＝ロタール山地自然公園に属している。建物が建て込んだ地区や開発計画の適用地区を除き、自然保護区 (NSG) などのより高次の指定を受けていない限り、景観計画地域に登録されている。市内ではヴェルドール＝ランゲルゼン/ヴィルヘルムスタールのレネシュタウ自然保護区とエシュメッケ＝ヒュッケンシュタイン自然保護区が指定されている。

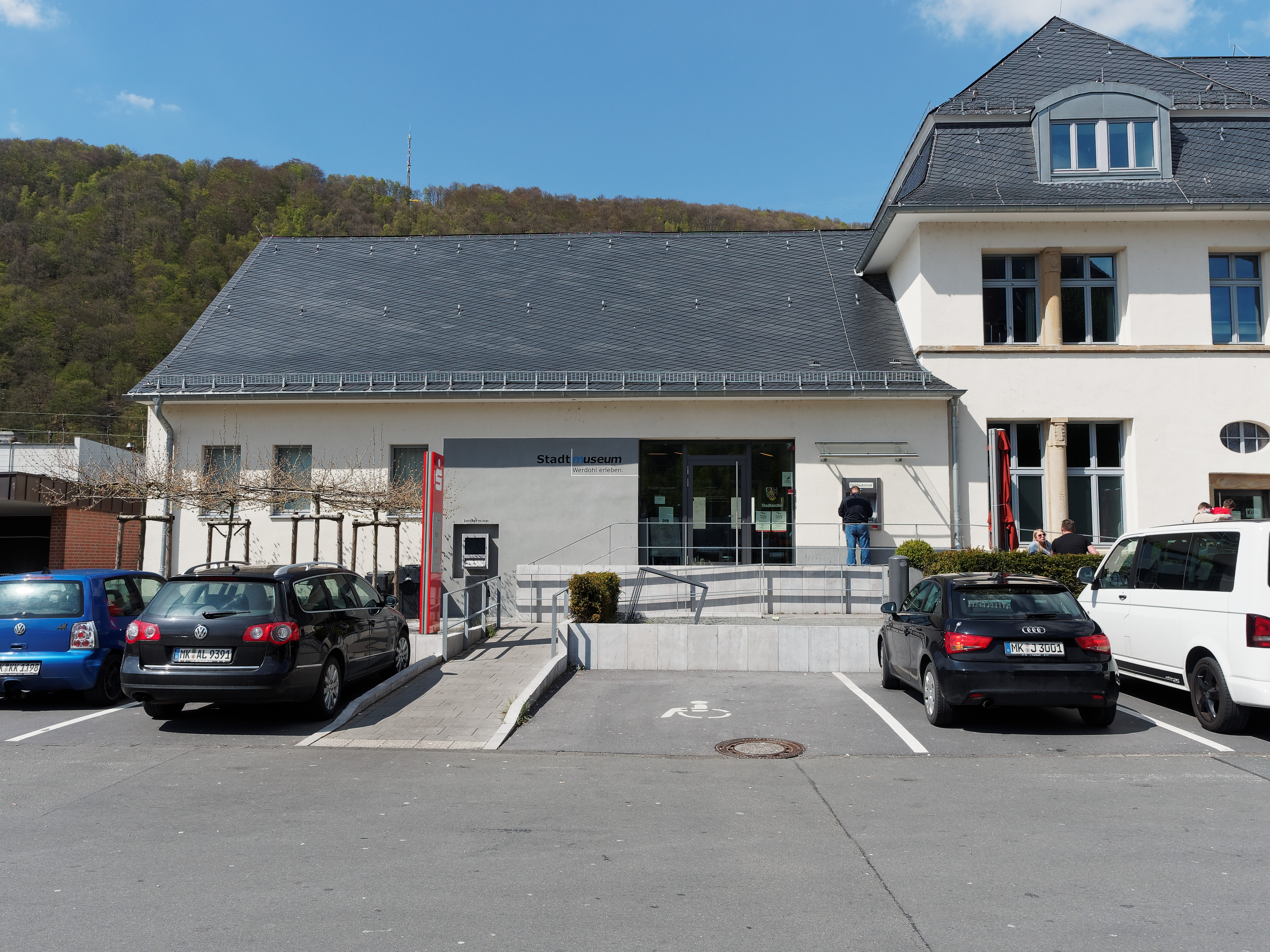
ヴェルドール市立博物館

### 文化施設
ヴェルドールには郷土博物館「ヴェルドール市立博物館」がある。この博物館は2004年2月に新しいコンセプトの下で再開され、地域の歴史を紹介している。展示は、4つのテーマ（交通の発達、教会と行政、鉄と鉄線加工、重工業）と日常文化である。
1940年にヴェルドールの文化リングが設立された。これはヴェルドールのいくつかの文化イベントを組織している。エッゲンプファートのパルクテアターで定期的に演劇が上演されていたが、この劇場は1976年に取り壊された。1978年にリーザイ学校センターの祝祭ホールが改築され、これ以後文化イベント（演劇、音楽）に利用されている。このホールは800席の客席がある。小さなイベントは、ビュルガーハウスザール、市立博物館、実科学校の講堂、青年センターで開催されることもある。
1948年に市民大学、1963年に音楽学校が設立された。市民大学は1976年に隣接する学校と合併し、レネタール市民大学をなった。その中心はヴェルドールにある。
市立図書館は、何度も移転を繰り返した後、1980年からフライハイト通りの現在地に落ち着いた。メディアの大部分が実用書である。市立図書館内では、詩の朗読会も開催される。

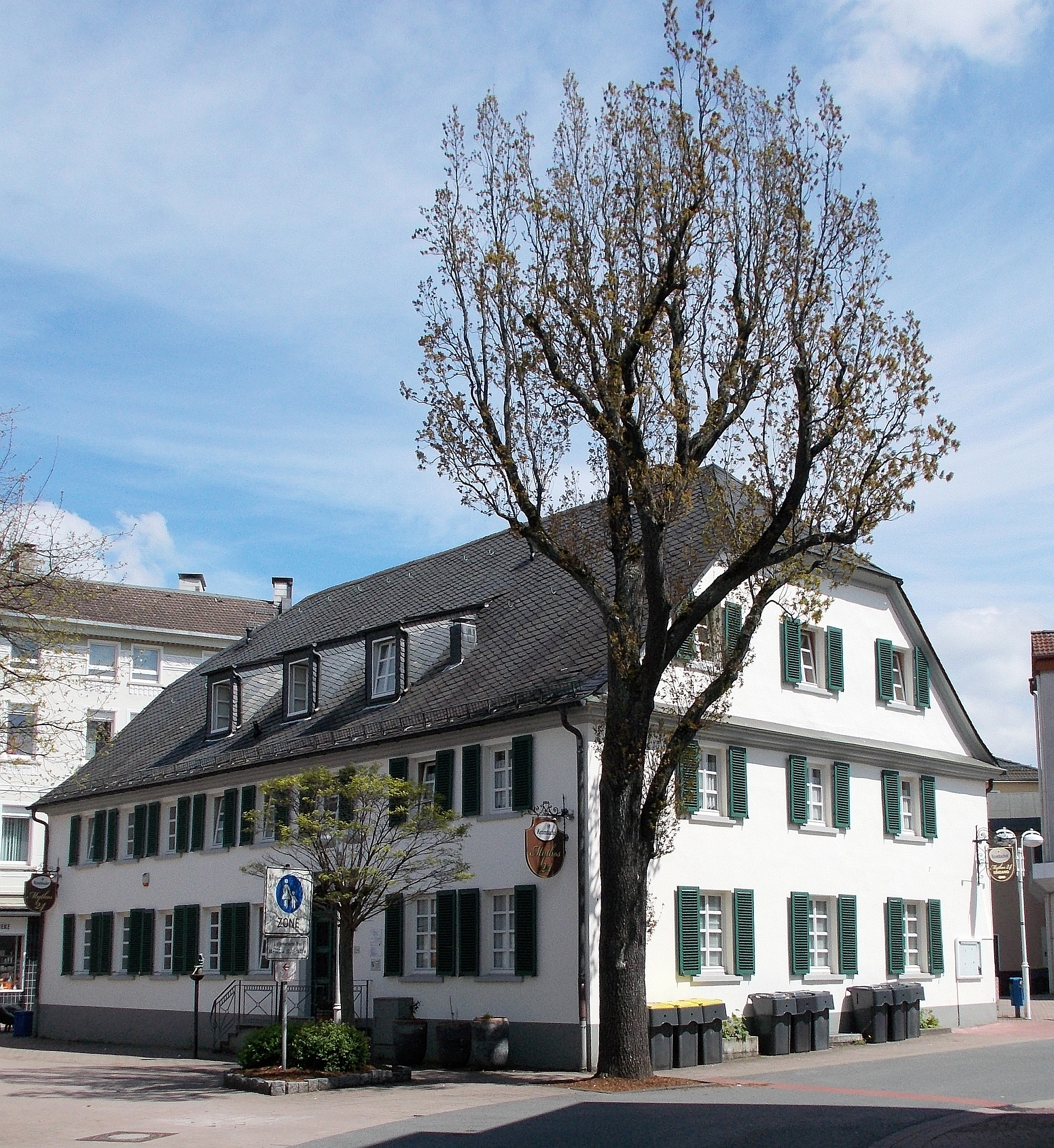
ブーゼンホーフ

### 建造物
1910年から1912年に建設されたネオバロック様式の市庁舎は見応えがある。この建物は元々はある工業系企業の独身寮として利用されていた。
ブーゼンホーフほ、1822年の大火後に建設された古典主義様式の民家で、保護文化財に指定されている。17世紀に建てられた先代の建物は、ヴェルドールの最も美しい建物の1つで、ブーゼ家の所有であった。この屋敷は、ヴェルドール村の基盤となった3軒の屋敷の1つであった。この家は徒渉地の近くにあり、教会もそこにあった。現在この広場は、フリードリヒ＝ケスラー広場と呼ばれている。かつての嵩上げされた敷地が現在も判別できる。新しい建物は3階建てで、桟瓦で覆われた半切妻屋根を戴いている。これはライデマイスター建築の典型的な作例であり、都市景観と調和している。20世紀の改修前には荷車ほどの幅があるかつての搬入口の跡が見られ、その傍らに馬をつなぐための輪があった。ファサードは化粧漆喰が塗られている。この建物はコーニスを有している。窓には鎧戸がつけられている。
駅舎は、リザリートと入り口付近の大きなスペースを支える柱を有するネオバロック様式のロビーを有する。建設された19世紀の終わり頃には、一般的に、経済発展に対応して駅が大きく造られた。この建物は、機能別に、ロビーホール、レストラン、管理部、技術施設に分けられる。
1901年に完成したカトリックの教区教会聖ミヒャエル教会や1866年から1868年に建設された福音主義聖クリストゥス教会は、見応えのある教会である。聖ミヒャエル教会は古く大きなカトリック教会であるが、エーフェキング地区の小さなカトリック教区教会聖ペトルス・カニジウス教会も特筆に値する。1972年に建設されたこの建物は、テント風の五角形の建物で、1927年建造の古い教会に増築されたものである。その後この建物は機能を失い、教区ホールに改築された。
旧キリアンス教会は、クリストゥス教会の先代教会であった。グート・アイケンの主館とバックハウス（パン焼き小屋）は1984年に建築文化財リストに登録された。

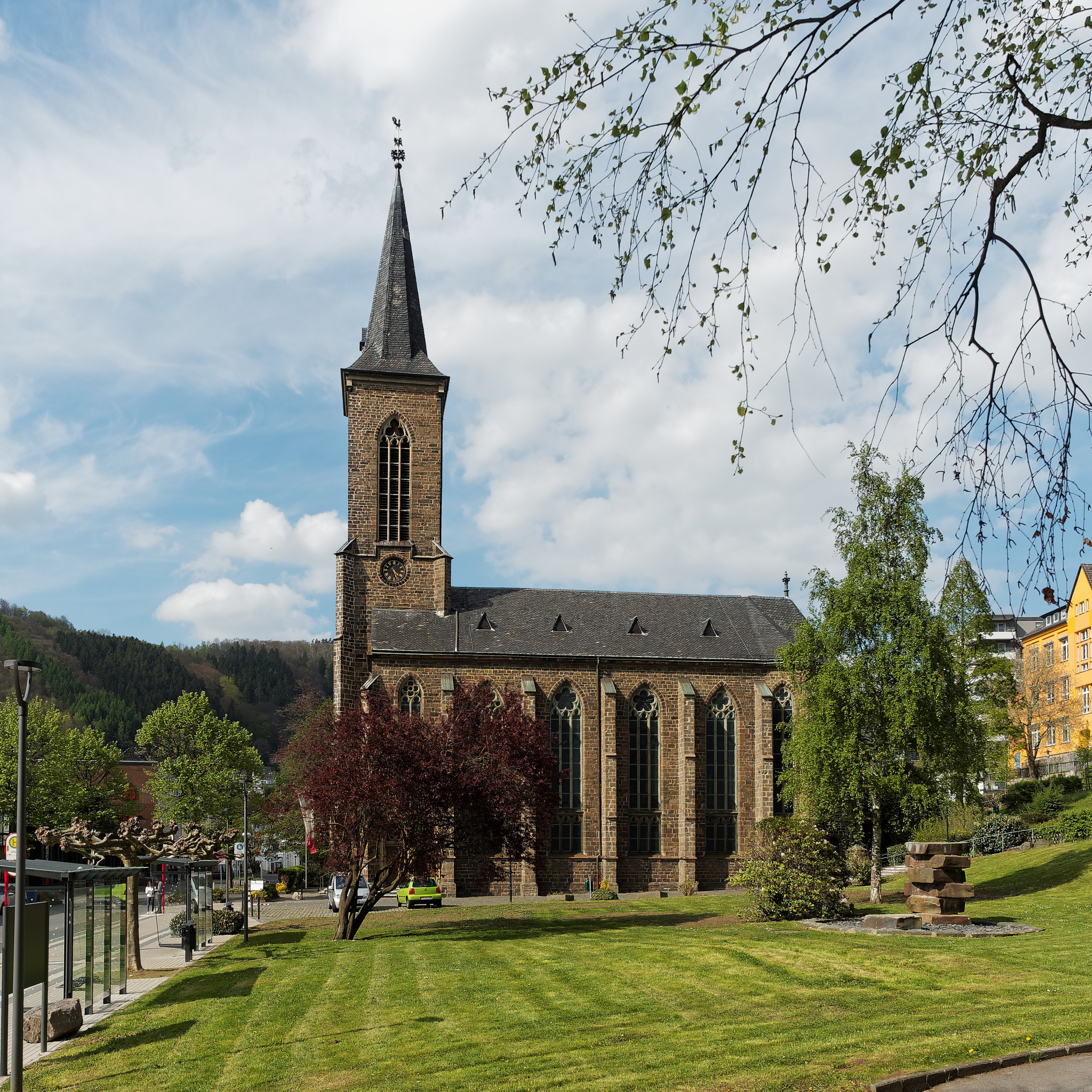
ヴェルドールの聖クリストゥス教会
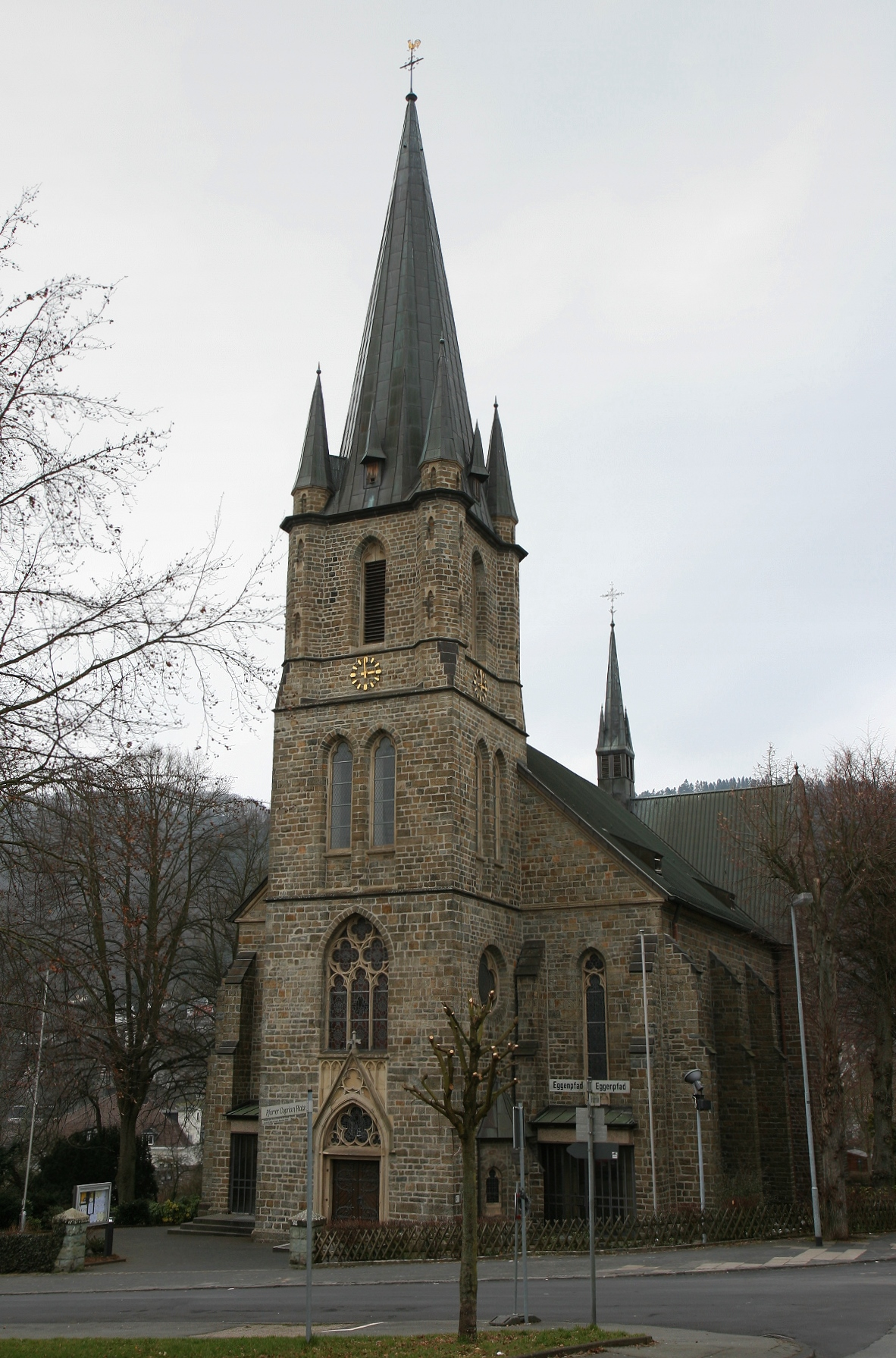
ヴェルドールの聖ミヒャエル教会
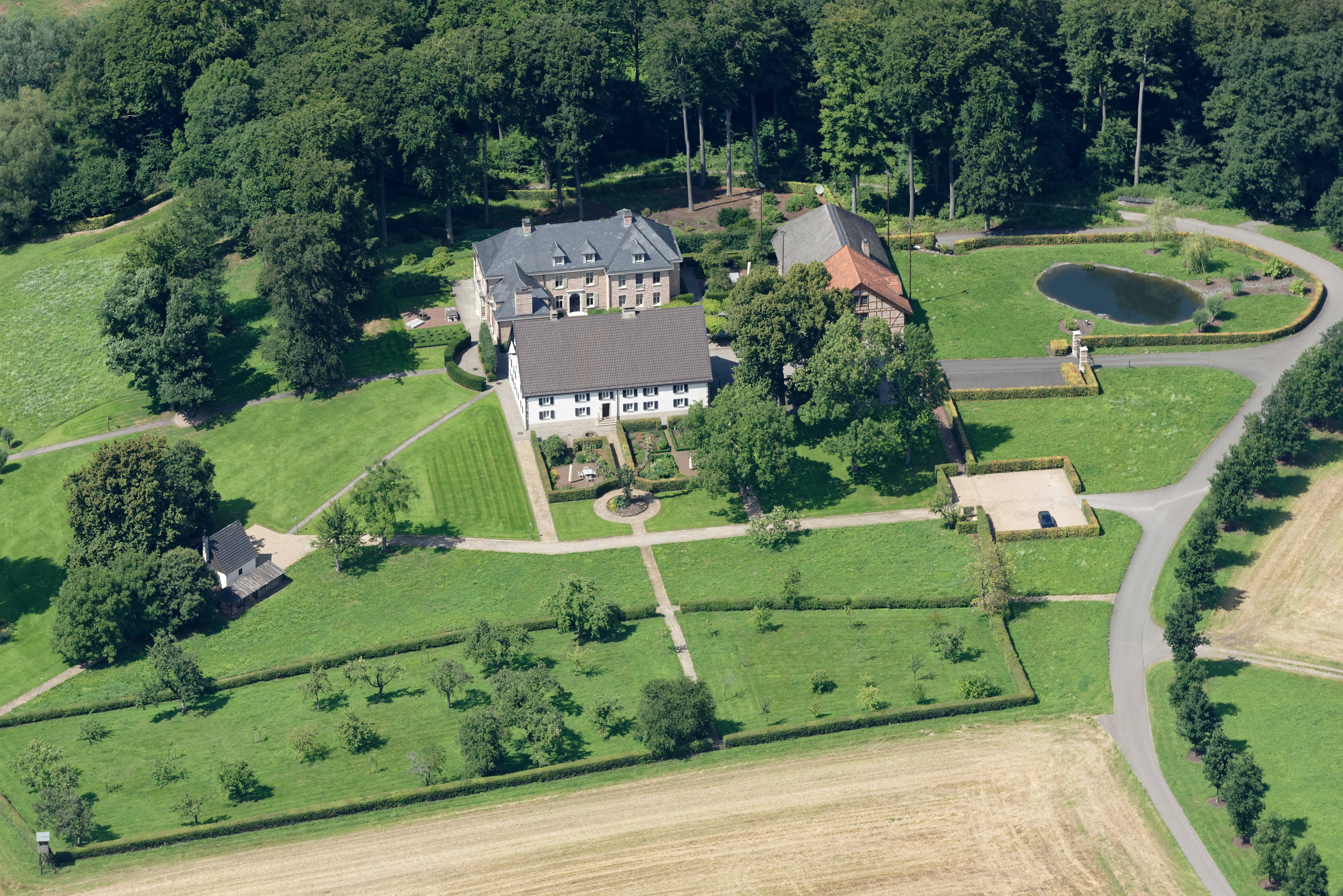
グート・アイケン

### 年中行事
6月第1週末に、主に地元クラブが主催するヴェルドールの市祭が開催される。毎年6月から9月まで、音楽、キャバレー、子供劇などの上演が行われる「ヴェルドールの文化の夏」が開催される。毎年7月第1週末に金曜日から月曜日までヴェルドール射撃クラブによる射撃祭が開催される。伝統的に、9月初めに開催される SV 08 ヴェルドールの国際水泳フェストにより、ユッターリングゼン屋外プールのシーズンが終了する。この他のイベントとしては、農民マーケットや「ヴェルドール・インターナショナル」がある。

### その他
ロックグループ「イーレ・キンダー」が1971年に発表した4枚目のアルバムは「ヴェルドール」というタイトルである。

## 経済と社会資本

### 経済

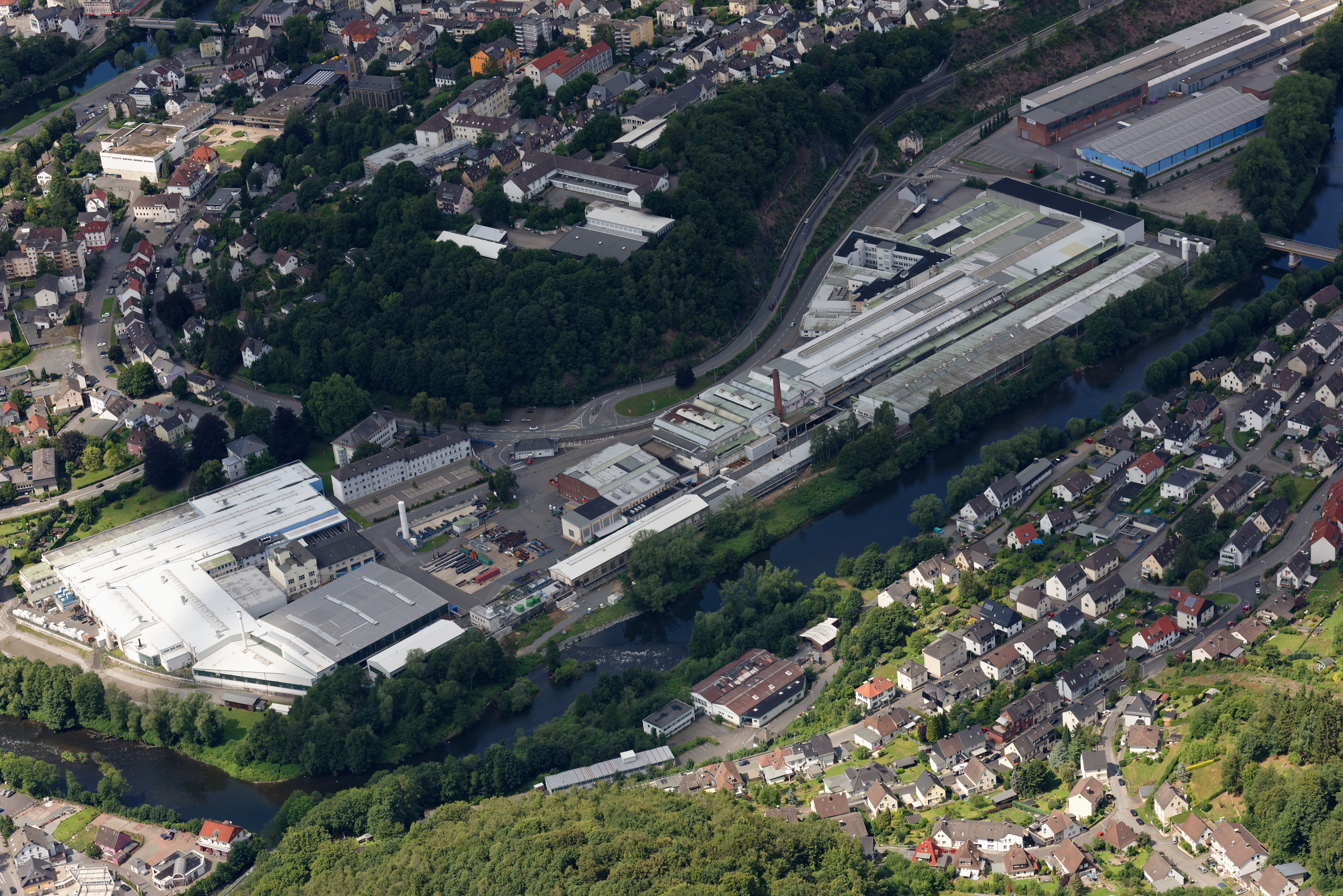
VDM メタルス・グループ本社工場

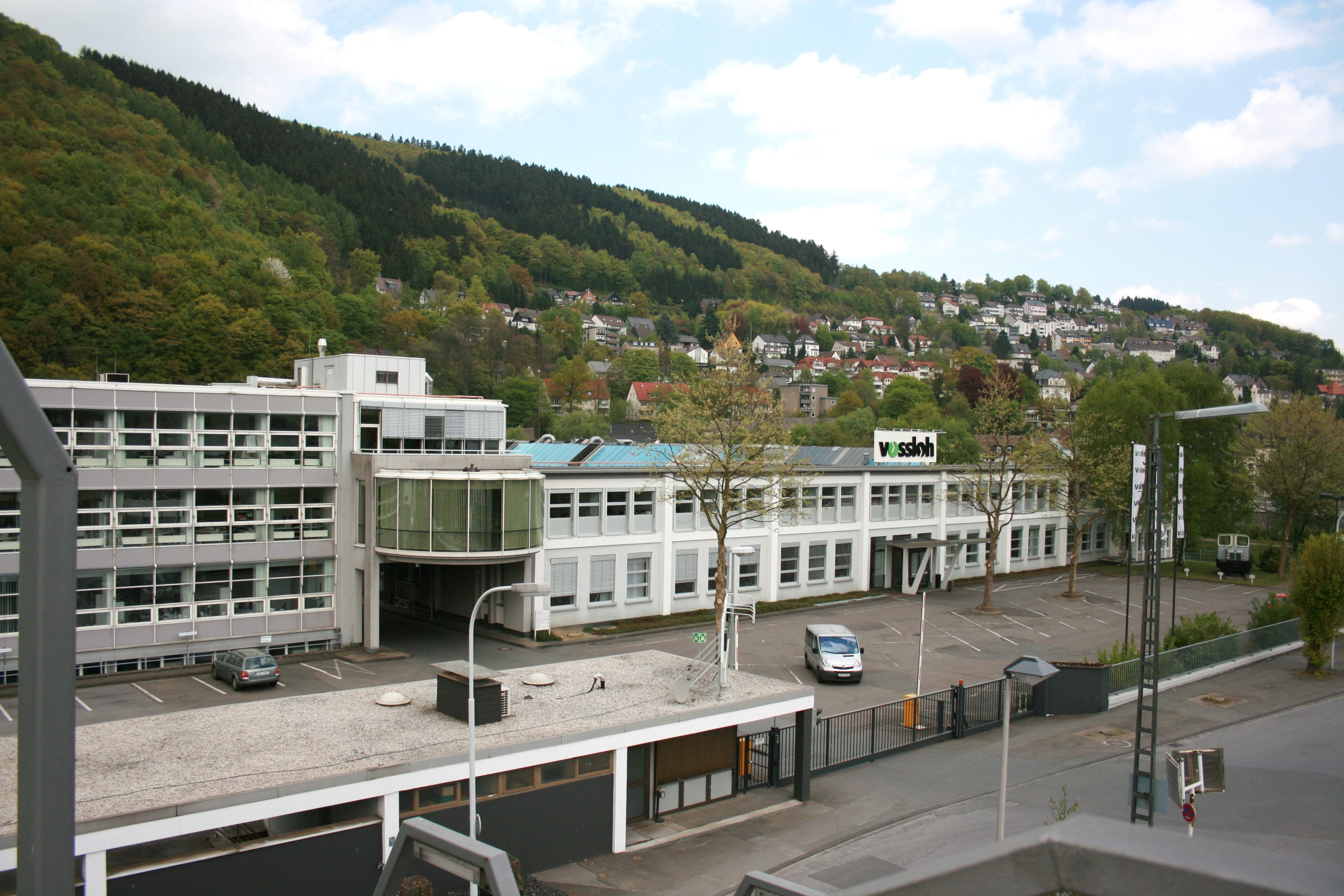
フォスロー本社

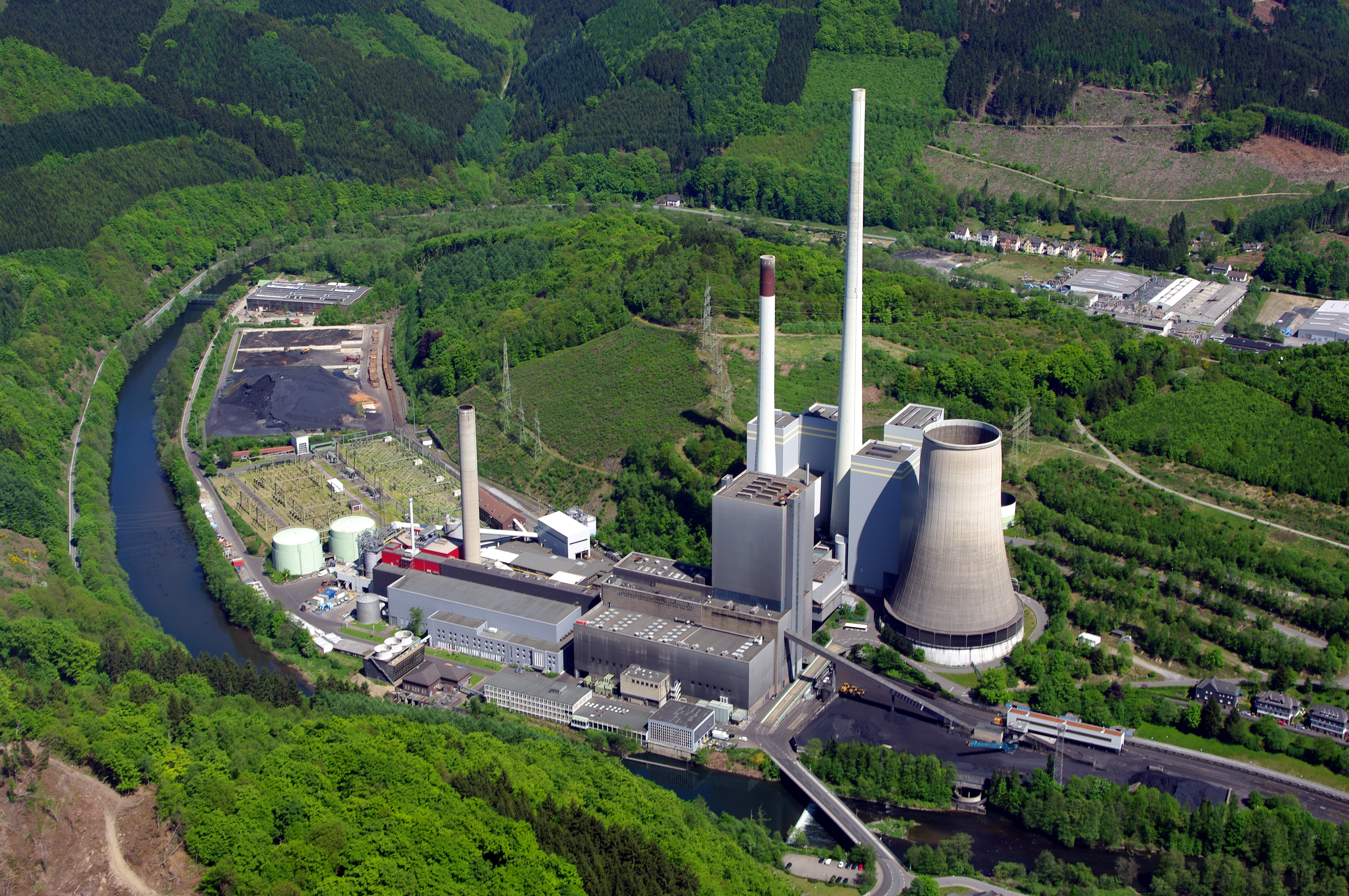
ヴェルドール＝エルファーリングゼン発電所

19世紀半ばまでヴェルドールは農業を主体としていた。ルール＝ジーク鉄道の建設によって状況が変わった。鉄道がこの街の工業を発達させる誘因となったのである。現在ヴェルドールは工業が盛んである。特に重要なのは鋼加工業や鉄・金属加工業である。2017年には、ヴェルドールには社会保険支払い義務のある就労者が 6,741人登録されているが、このうち 3,625人が製造業に従事していた。サービス業には 1,774人であった。
この街最大の雇用主は、ニッケル材料や特殊鋼製造の VDM メタルス・グループである。この他に、自動車部品サプライヤーのシェフラー・エンジニアリング GmbH（旧 AFT アトラス自動車技術 GmbH で、測定機器、動作調整装置、ソフトウェア開発、自動車音響分野で活動している）や ATS シュタールシュミット＆マイヴォルム GmbH（軽金属ホイールの製造販売）がある。金属分野の業者には、液体用コンポーネントの KRACHT GmbH（ポンプ、モーター、シリンジ、バルブ、システム、大容量電力計）、鉄道に重点を置く交通運輸コンツェルンのフォスロー AG、ヴァルター・シュタウフェンベルク GmbH & Co. KG（STAUFFという商標で、機械・装置製造のための液体技術コンポーネントを開発、製造、販売する）、レーテルマン GmbH（堰、止水技術、給水栓製造）がある。この他に特筆すべきは、アルミニウム製包材のコンスタンツィア・アロフォルム GmbHや、国際的な機械製造業者ブリンクマン・ポンプがある。
これ以外の分野では、エネルギー供給業者マーク-Eのヴェルドール＝エルファーリングゼン発電所や塵芥処理の専門業者 A. メンシェン GmbH & Co. KG がある。

### 旧キルヒシュピール・ヴェルドールのオーゼムント鉄鍛造
17世紀から18世紀、メルキッシェス・ザウアーラントにとってオーゼムント鉄は経済的に大いに重要であった。住民にとって農業からの収入は十分ではなく、オーゼムント産業は追加の収入源となっていた。人々は、オーゼムントの加工、炭焼き、運送業に従事した。この地域で、針金製造に用いることができる唯一の原料がオーゼムントであった。針金製造は主にリューデンシャイトやアルテナで行われた。オーゼムントは、粘りがあり、柔軟で、加工しやすい、炭素含量の少ない鉄で、比較的高価であった。アルテナの針金職人は他の鉄に置き換えようと努めたが成功しなかった。17世紀の初めに地元の鉄鉱石の埋蔵量が終わりに近づき、ジーガーラントやベルギッシェス・ラントから希望する特性を備えた銑鉄が取り寄せられた。この銑鉄は、新しい方法で脱炭され、その後重さ約 5 kg、長さ 2 m ほどの細い棒状に加工されていた。この棒鉄が針金製造に用いられた。これに対して、1720年頃から「クニュッペル鉄」とも呼ばれるクニュッペルオーゼムントが現れた（クニュッペル = Knüppel は延べ棒を意味する）。重さ 10 から 15 kg、長さ約 1 m の延べ棒は、板金、シャベル、その他の幅広の製品を製造するのに用いられた。オーゼムント鍛造の新しい施設は、1559年から厳しい制限下に置かれた。アムト・アルテナおよびアムト・イーザーローンの代官ヨハン・レオポルト・フォン・ノイホフ・ツーム・ノイエンホーフは、1675年に、アムト・アルテナおよびノイエンラーデにオーゼムント工場がいくつあり、誰がそれを使用したかというリストを作成した。これには、キルヒシュピール・ヴェルドールの7軒のオーゼムント製鉄所の所有者が記されている。1755年の「Quotisationplan」では、メルキッシェス・ザウアーラントには 88の炉と 77の鍛造所が記録されている。したがって11の鍛造所は2つの鍛造機と2つの炉を備えた二重鍛造所であったことが判る。

### 製塩業
ヴェルドールではわずかな量ではあるが塩が生産されていた。塩泉は、レネ川右岸のシェルルの鉄道橋近くにあった。1629年には dreilöthig Wasser があったことが示されている。これは水1リットルあたり3ロートの塩を含んでいることを意味している。三十年戦争中の厳しい時代にも製塩業は営まれていた。近くには様々な軍勢が利用するレネ川の橋があった。兵士たちは繰り返し製塩所を略奪した。1933年に火災で製塩所が焼失し、残っていた壁も1年後に洪水によって破壊された。塩泉は保持されており、1934年に枝条架装置が設けられた。領主のザッセンドルフ製塩所の塩の専売権のため、この会社が生産した塩を販売することは困難であった。塩は主にブランデンブルク領の外で販売され、十分の一税が課された。塩の十分の一税は、1680年頃の平均で年間40帝国ターラーであった。製塩所は財政難に陥った。同業組合は長い協議の末に、拒否していた継続的な十分の一税の支払い免除と、すでに支払った金の返済を勝ち取った。この工場は1743年に塩の輸出を許された。この際、ザルツゼラー（塩税の徴収者）がヴェルドーラー橋で塩の十分の一税を徴収した。ウナ産の塩が安価であったため、こうした政策によって製塩所は再び財政難に直面した。クレーフェ＝メルキッシャー政府の提案でこの政策は再び撤回された。ヴェルドーラー塩泉の塩分含量は低下して行き、やがて製塩は経済活動として立ちゆかなくなった。18世紀末に製塩は操業を停止した。やがて枝条架装置は倒壊し、塩泉は遅くとも道路建設工事までに埋められた。工場は、耕作地「オプ・デア・ゾアルト・ジュー」にあったが、ここには後にシュミーダグ社の社屋が建設された。ヴェストファーレンにおける工業のパイオニアであるフリードリヒ・ハルクオルトは、現代風の塩泉浴の設立と営業をヴェルドール住民に呼びかけた。しかし、この提案はメルキッシュ地方の企業家魂に効果はなかった。ゼルター (Sälter または Selter。製塩業者を意味する) という名字がかつての製塩業を今日に伝えている。
堆積物した礫や砂利のアルテナ浄水場の源泉掘り下げ改良工事によって新たな鉱泉が発見された。エルファーリンゲンの下流側シュトールテル付近の、デボン紀の岩盤の様々な場所から塩泉が湧出した。その塩分含量は多くなく、おそらく北のウナ周辺から亀裂を通って、レネタールにまで拡散したものと考えられる。
20世紀中頃に、変人と呼ばれていた人物がヴェルドールの塩泉を再び利用しようと試みた。彼は塩泉を掘削しようとしたが、正しい道をたどっていったと思い込んだそこは見当外れの場所であった。ある日彼は、水に塩の味を感じたと吹聴した。いたずら好きの近所の人が採掘孔に大量の食塩を流し込んだのであった。

### 交通

#### 道路
連邦道 B229号線と B236号線が市内で交差している。近くを連邦アウトバーン A45号線が通っている。最寄りのインターチェンジは、Nr. 14 リューデンシャイト・インターチェンジである。ヴェルドールの道路網は全長約 82 km である。
アウトバーン A54号線（かつて一部は A208号線とも呼ばれた）は、ブルンスム近郊のオランダ国境からプッフェンドルフ（バースヴァイラーの市区）、ベルクハイム、ランゲンフェルト、ゾーリンゲン、レムシャイト、ラーデフォルムヴァルト、ハルヴァー、リューデンシャイト、ヴェルドール、プレッテンベルクまでザウアーラントを通る予定であった。当時すでに存在していた A45号線との交差地点は、現在のリューデンシャイト北インターチェンジ (Nr. 13) の南に計画されていた。この A54号線は、現在の A542号線およびゾーリンゲンの市域内を通る州道 L141n号線の2区間以外は完成しなかった。

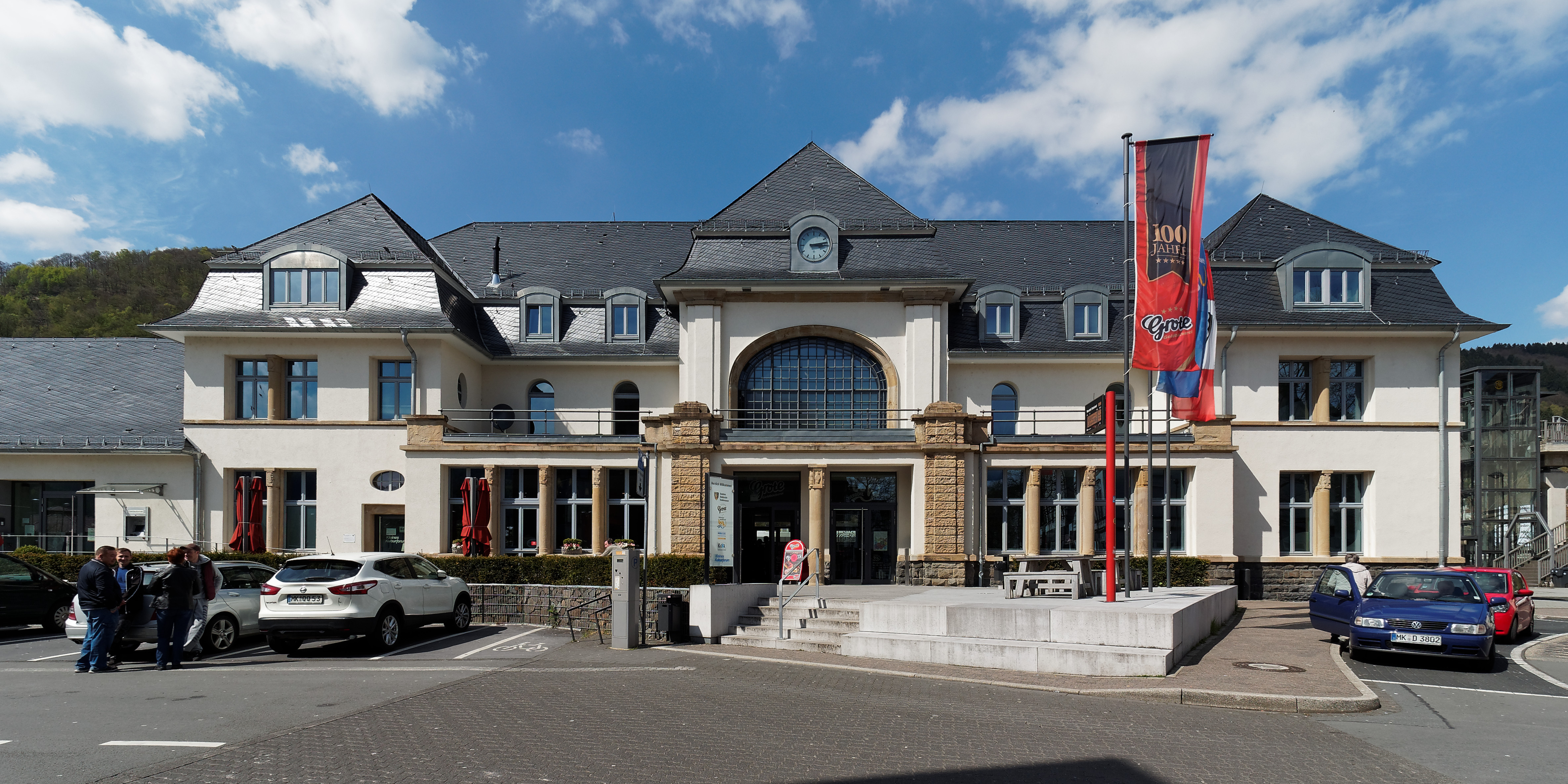
ヴェルドール駅

#### 鉄道
ヴェルドール駅は、ハーゲンからジーゲンに至るルール＝ジーク鉄道、およびエッセンへのルール＝ジーク＝エクスプレスの駅である。この路線上をレギオナルバーンおよびレギオナルエクスプレスがそれぞれ1時間間隔で運行している。営業は、アベリオ・レース NRW GmbH である。
20世紀初めから中頃までクライス・アルテナー鉄道によってリューデンシャイト行きの軽便鉄道が接続していた。この鉄道は地元では「シュヌレ」（直訳「ゴトゴトいうもの」）と呼ばれていた。ヴェルゼタールを通るこの路線は、旅客と貨物の両方を輸送した。

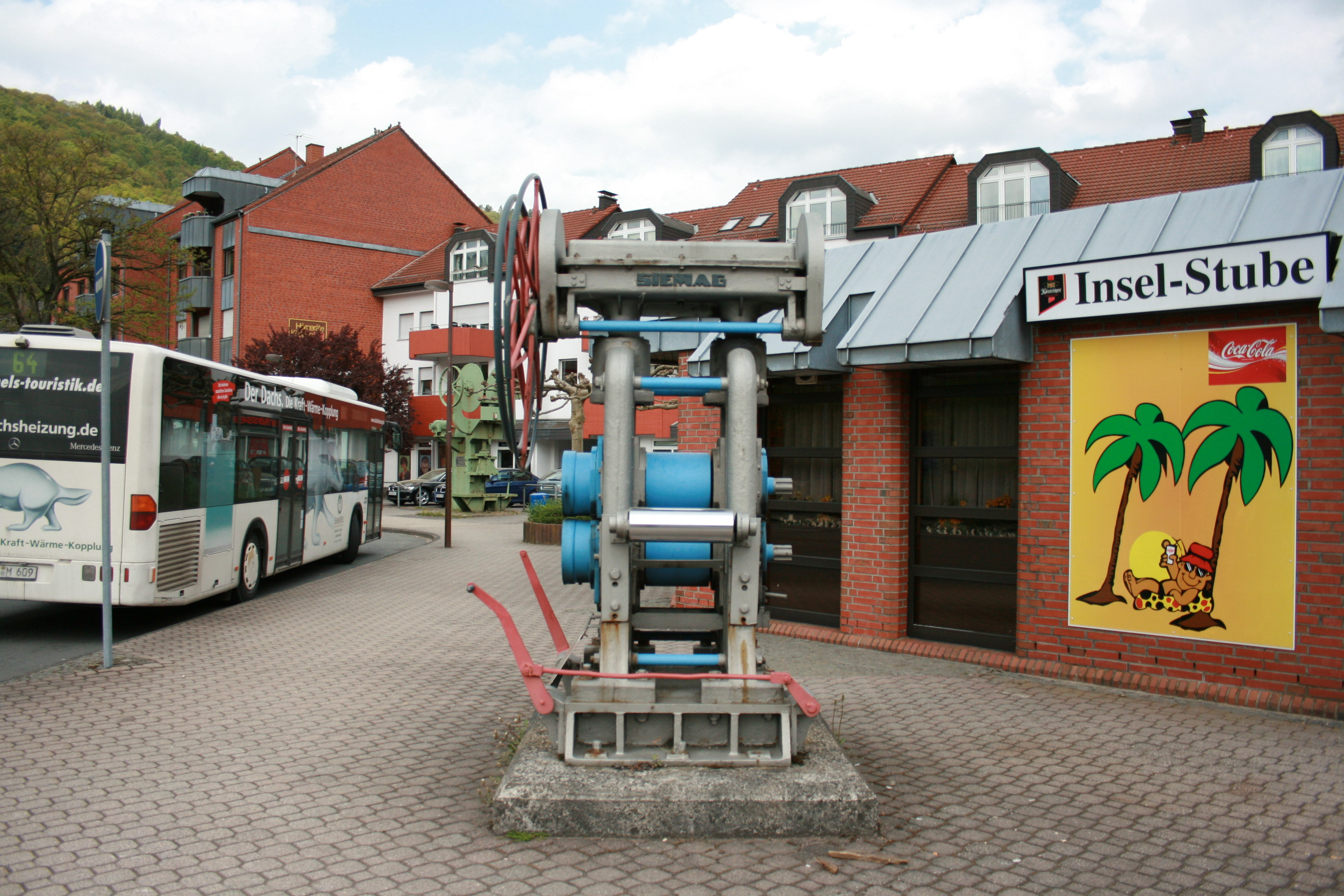
ヴェルドールのバーンホーフスプラッツ（駅前広場）バス停

#### バス
バス輸送は、現在主にメルキッシェ交通協会 (MVG) とヴェルドール市民バスが運営している。市内路線の他に、アルテナ、バルヴェ、リューデンシャイト、ノイエンラーデ、プレッテンベルクへの路線がある。

### 公共施設
メルキッシャー郡の警察は、ヴェルドールに派出所を有している。郡の救急サービスは監督署を有しており、2台の救急車と救急医派遣車両1台を備えている。ヴェルドールの病院は「シュタットクリニーク・ヴェルドール」と呼ばれる。
ヴェルドールには4つの拠点を持つ消防団が組織されている。シュタットミッテ（中心街）、クラインハンマー、エーフェキングにはそれぞれ消防車が1台配備されている。ケーニヒスブルクにはブリューニングハウス消防グループがある。これはクルップ＝ブリューニングハウス企業消防団から発展したものである。
教育分野については、ヴェルドール市は市立図書館を有しており、約27,000点のメディアを所蔵している。また、「レネタール市民大学」連盟の市民大学がある。初等教育では、基礎課程学校が5校と養護学校が1校（学習障害に重点）、中等教育では、本課程学校1校、総合学校1校、実科学校1校がある。幼児には、幼稚園あるいは託児所が6か所ある。

### メディア
ヴェルドールの日刊紙は「ジューダーレンダー・フォルクスフロイント」である。
で、ノルトライン＝ヴェストファーレン州向けのローカルラジオ局ラジオ MKは、州メディア局によって送信所 Nr. 71 から 97.2 MHz で放送されている。

### クラブ、協会
- A.C.ペトリ・ハイルは1922年に設立された釣りクラブである[30]。
- TuSヤーン・ヴェルドールは1874年に設立された体操・スポーツクラブである[31]。
- テニスクラブ・ヴェルドール e.V. は1972年に設立された[32]。
- 水泳クラブ 08 ヴェルドールは、TuSヤーン・ヴェルドールの独立した水泳部門である[33]。
- マルテーザー・ヒルフスディーンスト e.V. はヴェルドールで1988年に設立され、エーフェキングに本部を置いている。

## 人物

### 出身者
- イレーネ・ディンゲル（1956年 - ）教会史家、福音主義神学者
- オヌール・ブルート（ドイツ語版、英語版）（1994年 - ）サッカー選手

### ゆかりの人物
- テオドール・シュテファン・フレイヘル・フォン・ノイホフ（1692年[7]または1694年 - 1756年）ケルンで生まれ、幼少期をプンゲルシャイトで育った。1736年に短期間であるがコルシカ王となった。

## 参考図書
- Peter Kracht (2005). Sauerland, Siegerland und Wittgensteiner Land. Münster. pp. 226–228
- Werdohl – Beiträge zur Heimat- und Landeskunde (1986). Heimatbund Märkischer Kreis. ed
- 900 Jahre Werdohl. Werdohl. (2001)
- Barbara Funke (1987/1988). Forschungen zur Geschichte der Stadt Werdohl. Werdohl
- Willi Bergfeld (1991). Werdohler Lesebuch. Heimatkundliche Beiträge aus dem Archiv des Süderländer Volksfreund. 1. Werdohl
- Walter Vollmer (1963). Westfälische Städtebilder, Abschnitt Werdohl – Die Leute im Mäanderbogen. Gütersloh. pp. 477-
- Stadt Werdohl, ed (1981). Werdohl, Beiträge zur Geschichte und Landeskunde. Altena

### 訳注
1. ↑  ロート (ドイツ語: Lot) は、昔の重量単位で、1ロートは約 16 g であった）